# 格尔木站
格尔木站，位于中华人民共和国青海省海西蒙古族藏族自治州格尔木市，是青藏铁路上的火车站，海拔2829米，建于1979年，由中国铁路青藏集团有限公司管辖，也是敦格铁路、格库铁路的起始站，是内地入西藏与新疆交通枢纽，战略要地。中国大陆第一个高原铁路编组站减速顶自动调速系统亦是设在格尔木站。
车站新站房于2020年6月30日投入运营。

## 图片

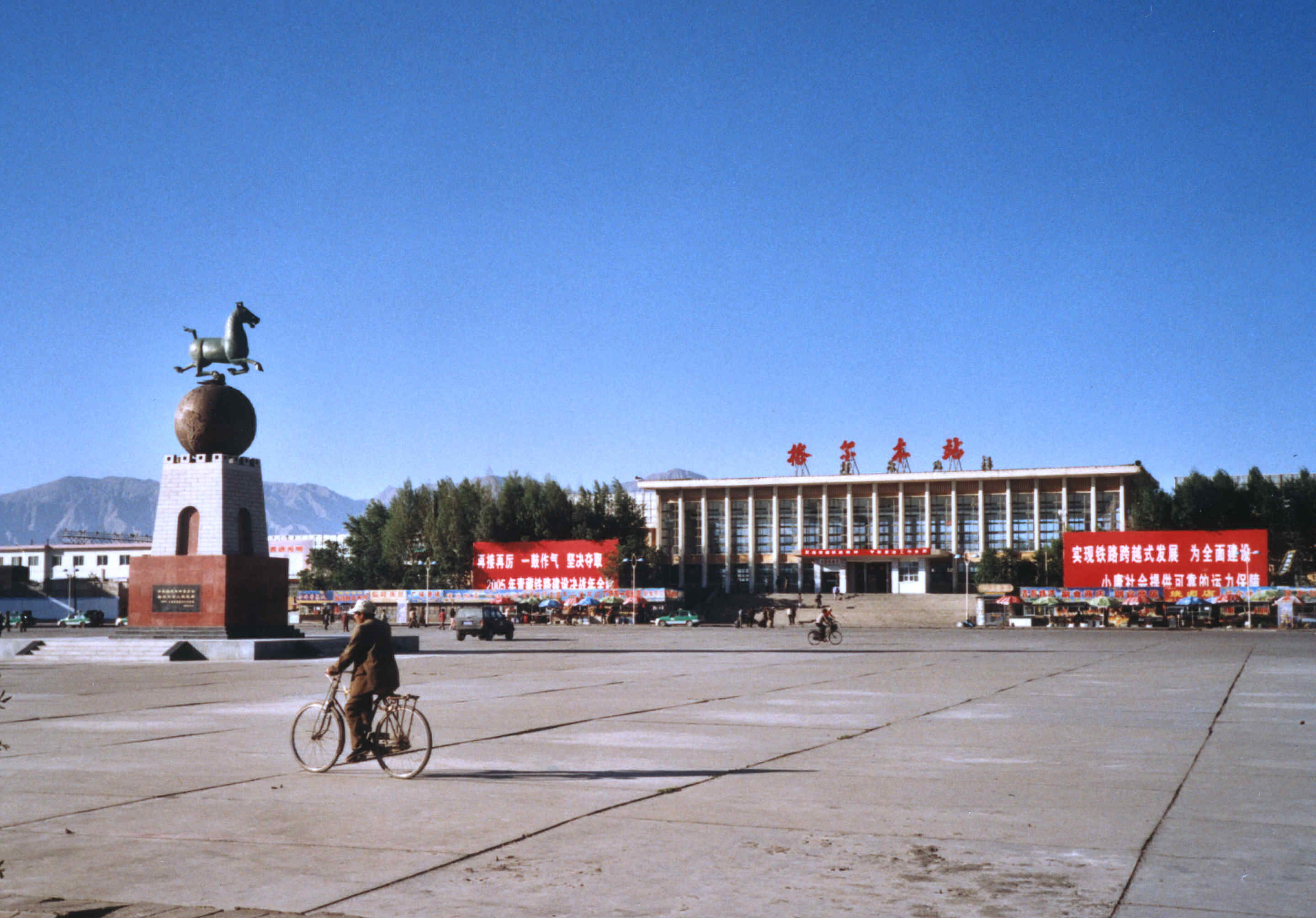
格尔木站站房（2005年）
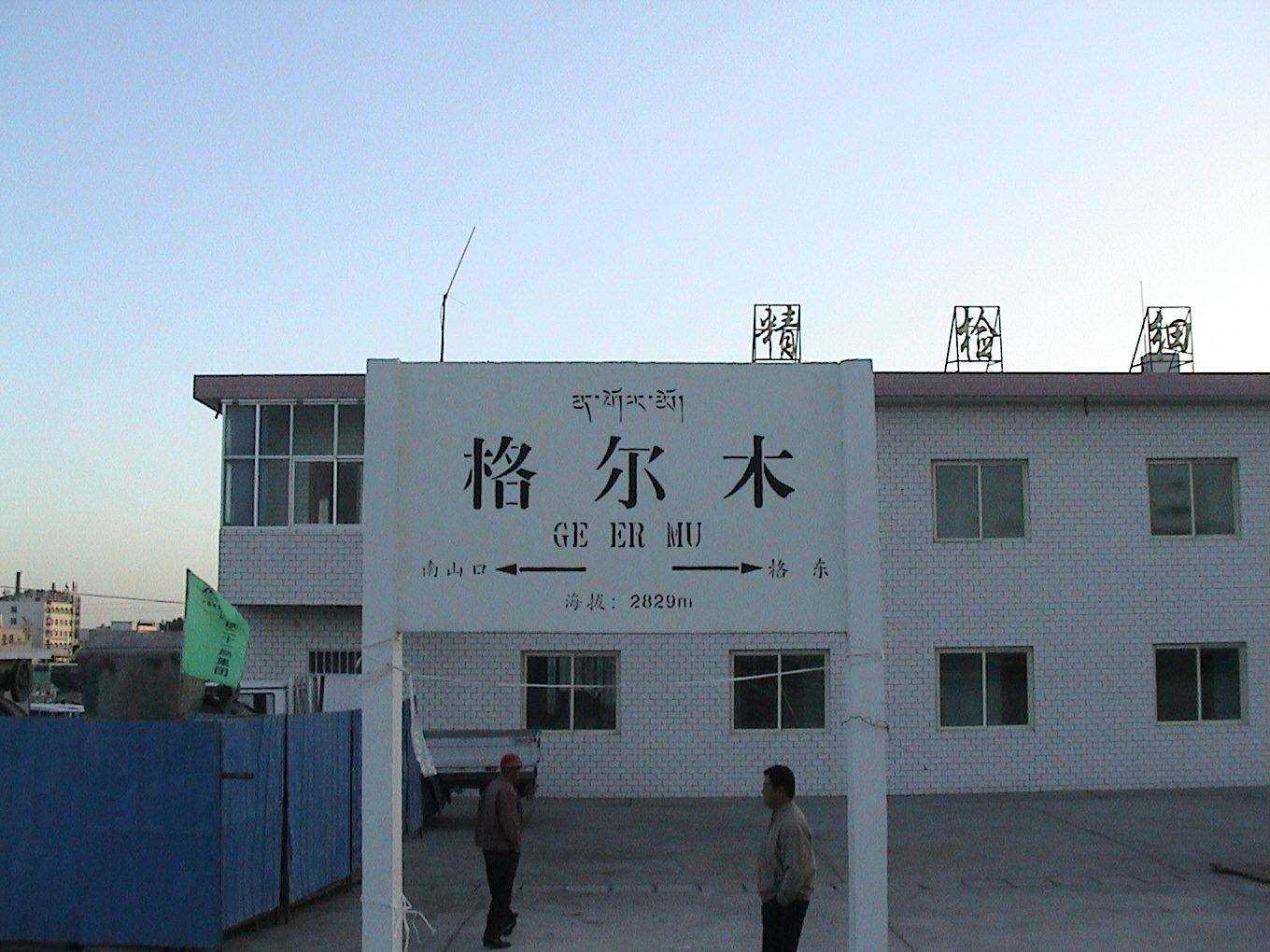
格尔木站海拔2829米（2006年）
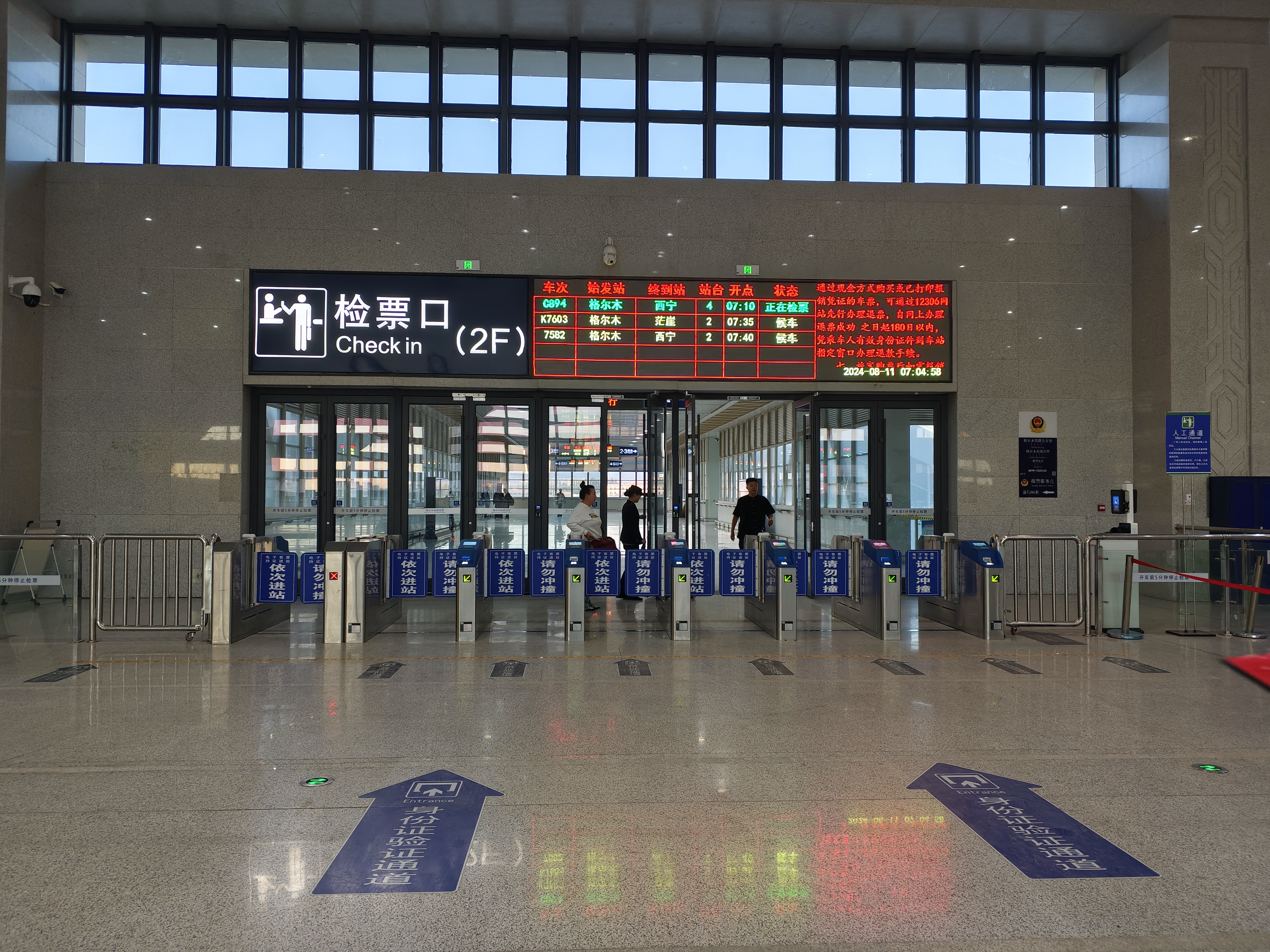
新站房2楼检票口
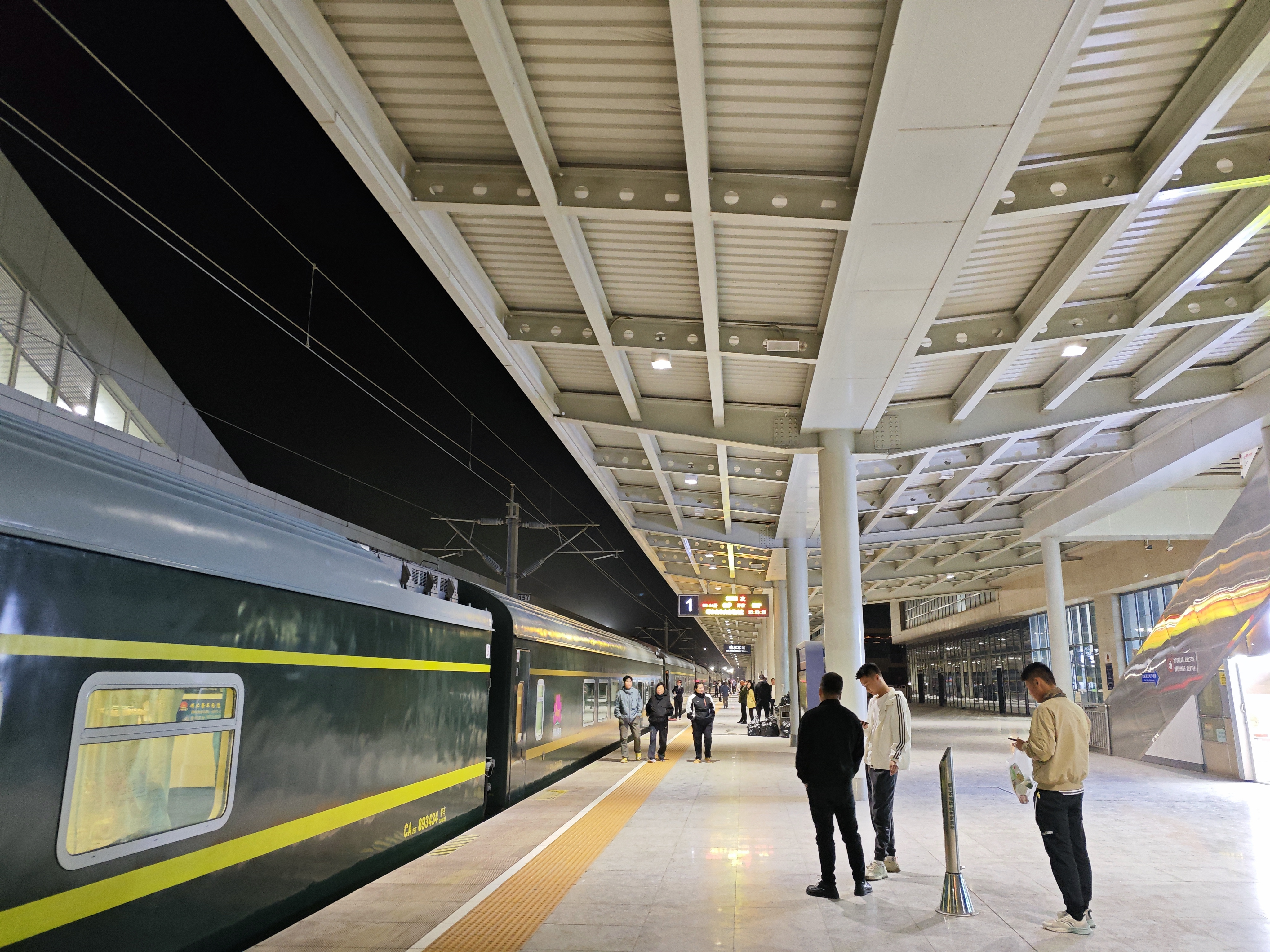
车站1站台
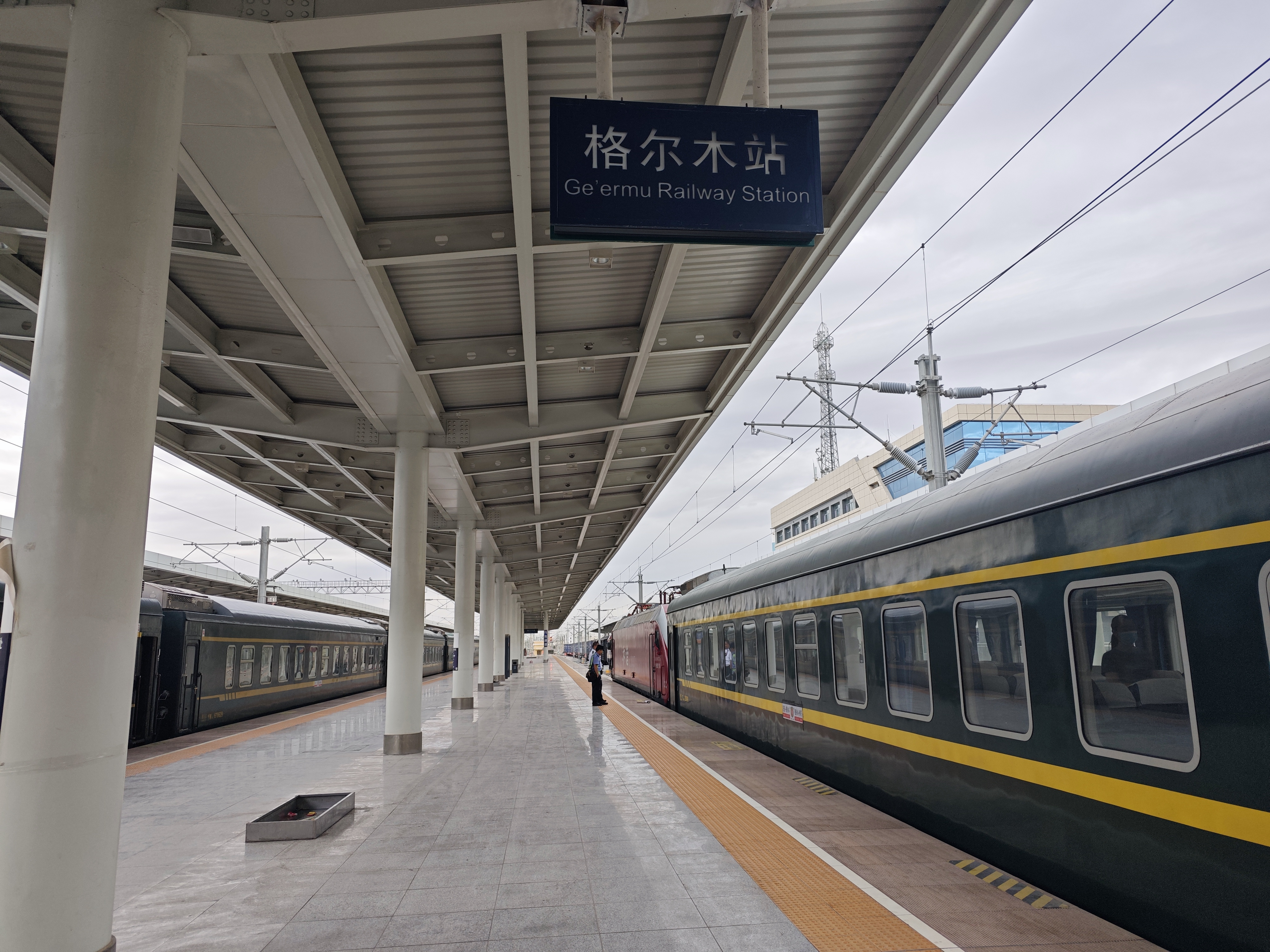
车站站台

## 外部連結
- 维基共享资源上的相關多媒體資源：格尔木站